# Chromophore
Un chromophore est un groupement d'atomes comportant une ou plusieurs doubles liaisons, et formant avec le reste de la molécule une séquence de doubles liaisons conjuguées, c'est-à-dire une alternance de doubles et de simples liaisons. L'existence d'une séquence suffisamment longue de doubles liaisons conjuguées dans une molécule organique, ou l'association avec un ou plusieurs auxochromes, crée un nuage électronique délocalisé pouvant entrer en résonance avec le rayonnement incident et ainsi l'absorber. Les chromophores sont donc responsables de l'aspect coloré des colorants organiques comme tente de l'expliquer la théorie de Witt. En effet, certains rayonnements sont absorbés tandis que d'autres sont reflétés, diffusés ou transmis.
Par exemple, le carotène est le composé chimique qui donne leur couleur à de nombreux fruits et légumes (comme les carottes), cette molécule absorbe en effet les longueurs d'onde dans la gamme bleue du spectre visible mais réfléchit la couleur complémentaire (orange et rouge). Un produit contenant du carotène nous apparaît donc orange ou rouge.
Les deux principaux types de chromophores sont : 
- les systèmes à liaisons π conjuguées (exemples : β-carotène, anthocyanine, rétinol…) ;
- les complexes métalliques autour d'un métal de transition : les orbitales d de l'atome métallique sont réparties entre celui-ci et le ligand. L'absorption d'un photon incident se traduit par un saut d'un électron vers une orbitale supérieure. On retrouve ce type de chromophores aussi bien dans des molécules biologiques (chlorophylle, hémoglobine, hémocyanine) que dans des matériaux inorganiques (améthyste, malachite).

Dans les organismes vivants, les chromophores peuvent servir à la détection de la lumière (photorécepteur) ou à l'absorption de l'énergie lumineuse (photosynthèse).

## Quelques familles de colorants organiques
| Colorants azoïques | Colorants anthraquinoniques | Colorants indigoïques | Colorants de triarylméthane | Colorants de triarylméthane |
| ------------------ | --------------------------- | --------------------- | --------------------------- | --------------------------- |
| Azobenzène         | Anthraquinone               |                       |                             | Triphénylméthane            |
| Exemples           | Exemples                    | Exemples              | Exemples                    | Exemples                    |

| Colorants acridines | Colorants thiazines | Colorants de phtalocyanine | Colorants de thiazole | Colorants nitroso |
| ------------------- | ------------------- | -------------------------- | --------------------- | ----------------- |
| Acridine            | Thiazine            | Phtalocyanine              | Thiazole              | Composé nitroso   |

| Colorants d'oxazine | Colorants de quinoline | Colorants de xanthène | Colorants caroténoïdes | Colorants de chlorine |
| ------------------- | ---------------------- | --------------------- | ---------------------- | --------------------- |
| Oxazine             | Jaune de quinoléine    | Xanthène              | β-carotène             | Chlorine              |